# Blondinka za uglom
Blondinka za uglom (russisk: Блондинка за углом) er en sovjetisk spillefilm fra 1984 af Vladimir Bortko.

## Medvirkende
- Tatyana Dogileva som Nadezjda
- Andrej Mironov som Nikolaj Gavrilovitj Poryvaev
- Mark Prudkin som Gavrila Maksimovitj
- Jevgenija Khanajeva som Tatjana Vasiljevna
- Jelena Solovej som Regina